# Mercedes-Benz EQE
La Mercedes-Benz EQE est une berline électrique présentée par le constructeur automobile allemand Mercedes-Benz en 2021 et commercialisée à partir de février 2022. Elle intègre la gamme EQ dédiée aux voitures électriques du constructeur de Stuttgart.

## Présentation
Les dimensions sont similaires à celles de la Classe CLS actuelle, la Type 257, mais l'EQE est attribuée à la sous-marque Mercedes-Benz EQ. L'EQE est le pendant électrique de la Mercedes-Benz Classe E. Le véhicule a été présenté pour la première fois le 5 septembre 2021 dans le cadre du Salon de l'automobile de Munich. Le lancement sur le marché a eu lieu mi-2022. La gamme a été présentée avec le nom de Mercedes-AMG en février 2022.
Elle peut notamment recevoir l'Hyperscreen, une dalle en verre inaugurée par l'EQS mesurant 1,41 m de large et étant composée de trois écrans. L'EQE propose également des roues arrière directrices ou encore une suspension pneumatique, en option.
Le véhicule partage sa plate-forme technique avec l'EQS et de nombreuses fonctionnalités (optionnelles) telles que l'hyperscreen, la suspension pneumatique, etc. Cependant, outre les dimensions réduites, il existe des différences importantes :
- Lunette arrière fixe et couvercle de coffre au lieu d'un grand hayon
- Taille maximale de la batterie de 90 kWh[6]
- Pas de bande lumineuse à l'avant
- Sites de production à Brême (pour le marché mondial) et à Pékin (pour la Chine)[7]

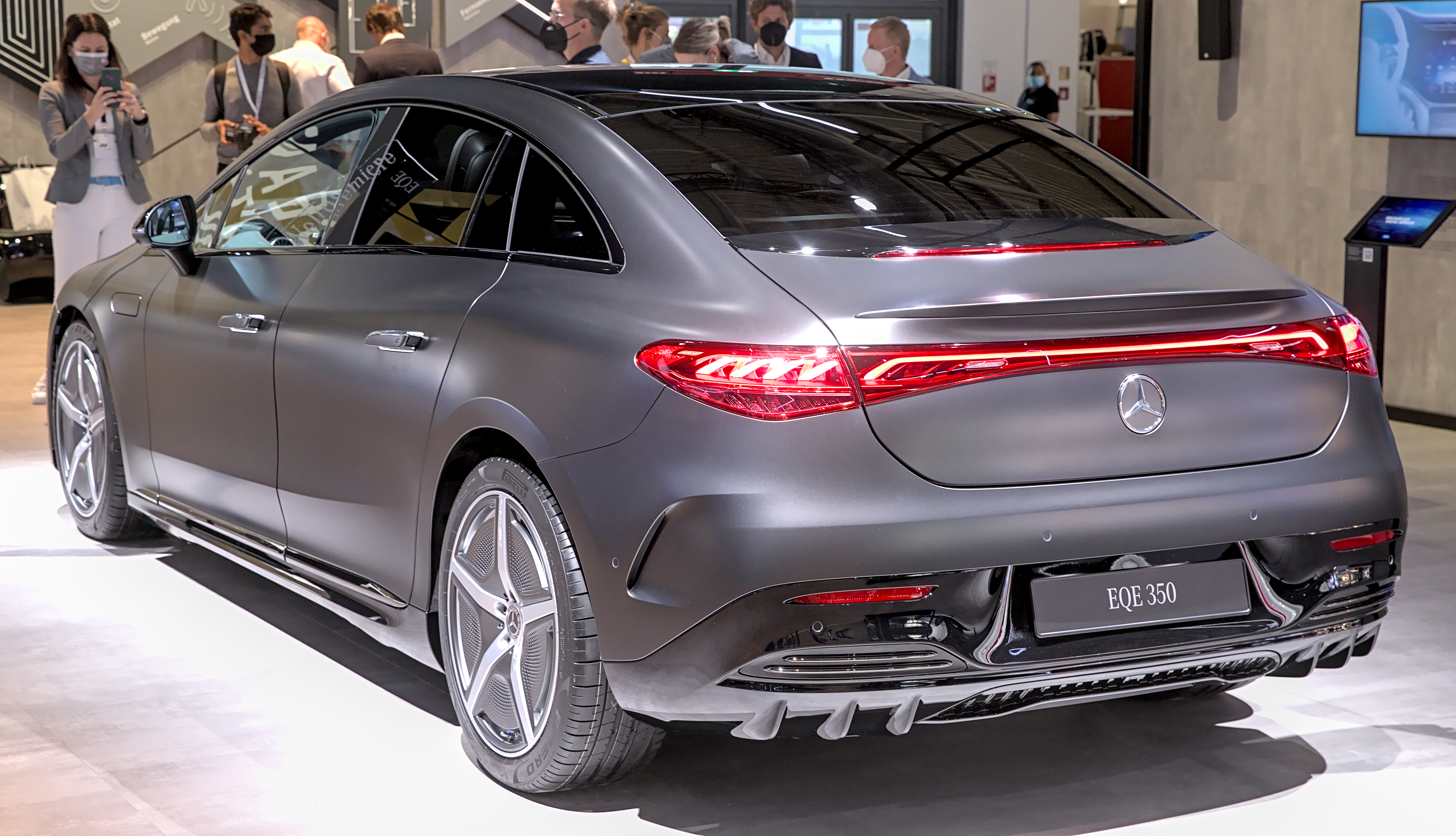
Vue arrière
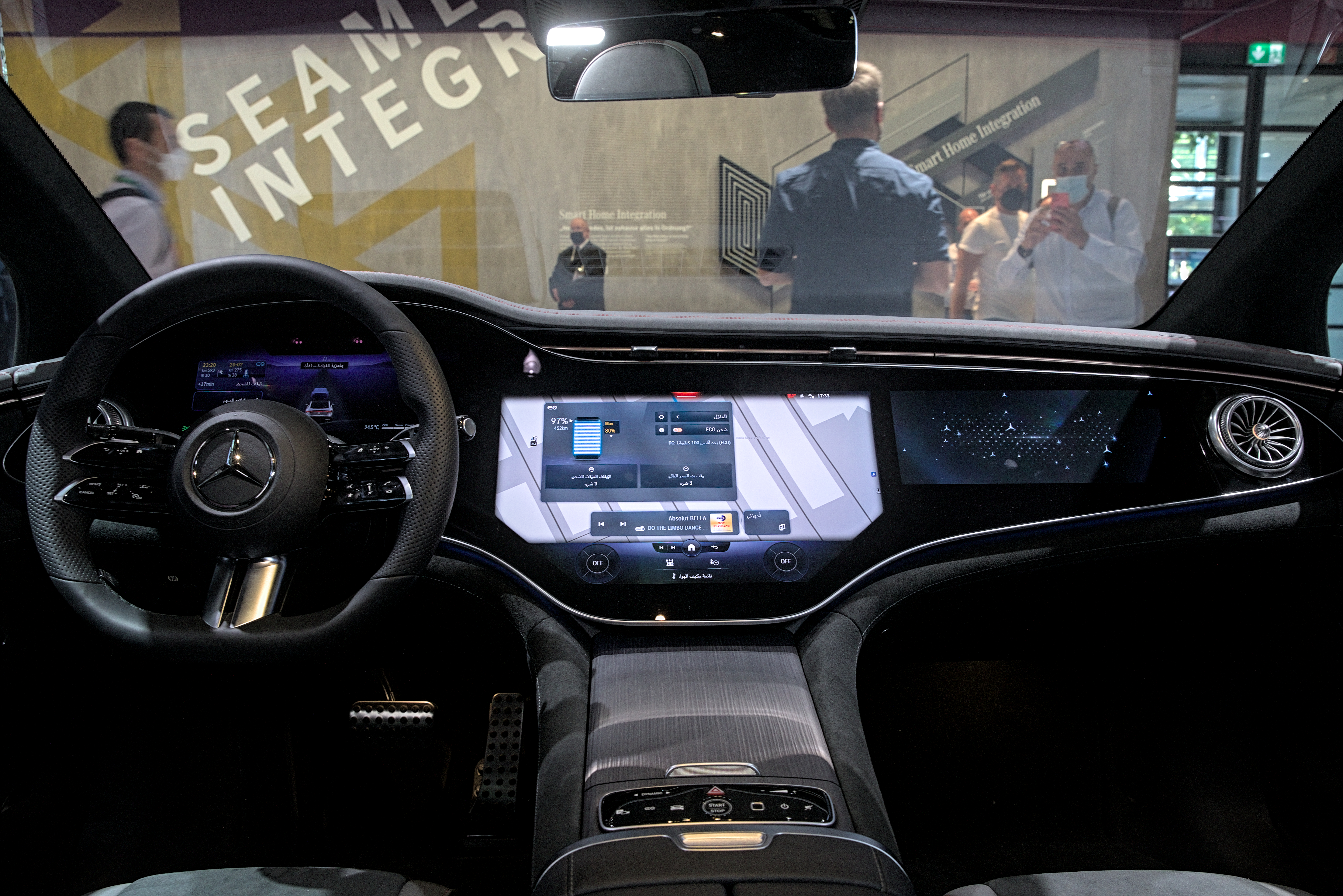
Vue de l'intérieur (avec Hyperscreen)
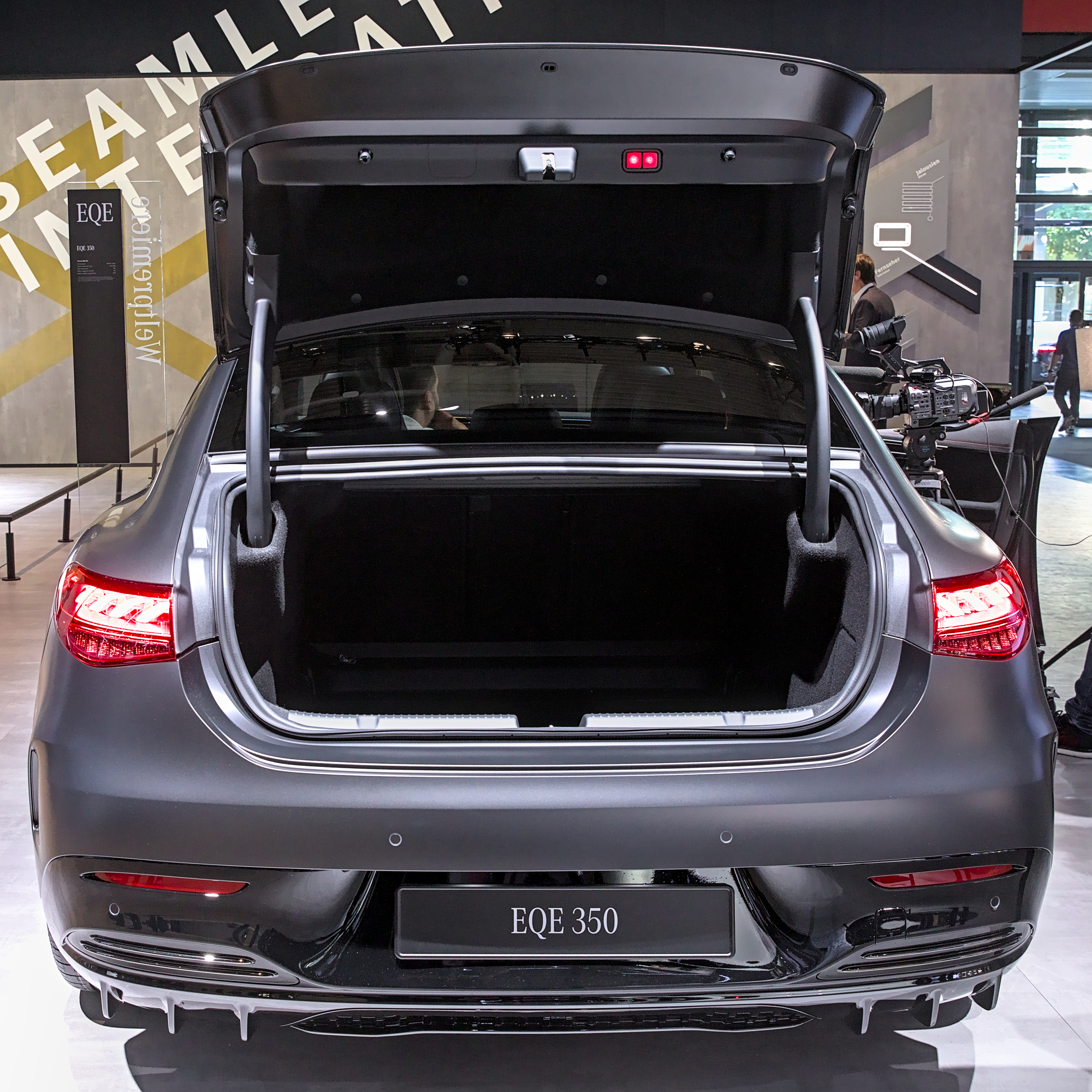
Coffre

## Caractéristiques techniques
L'EQE partage sa plateforme technique avec sa grande sœur EQS.
Mercedes-AMG EQE
La version AMG de l'EQE est dévoilée le 16 février 2022. Elle profite d'une puissance supérieure ainsi que de réglages de châssis et des éléments de carrosserie différents par rapport aux autres versions de la berline électrique,.

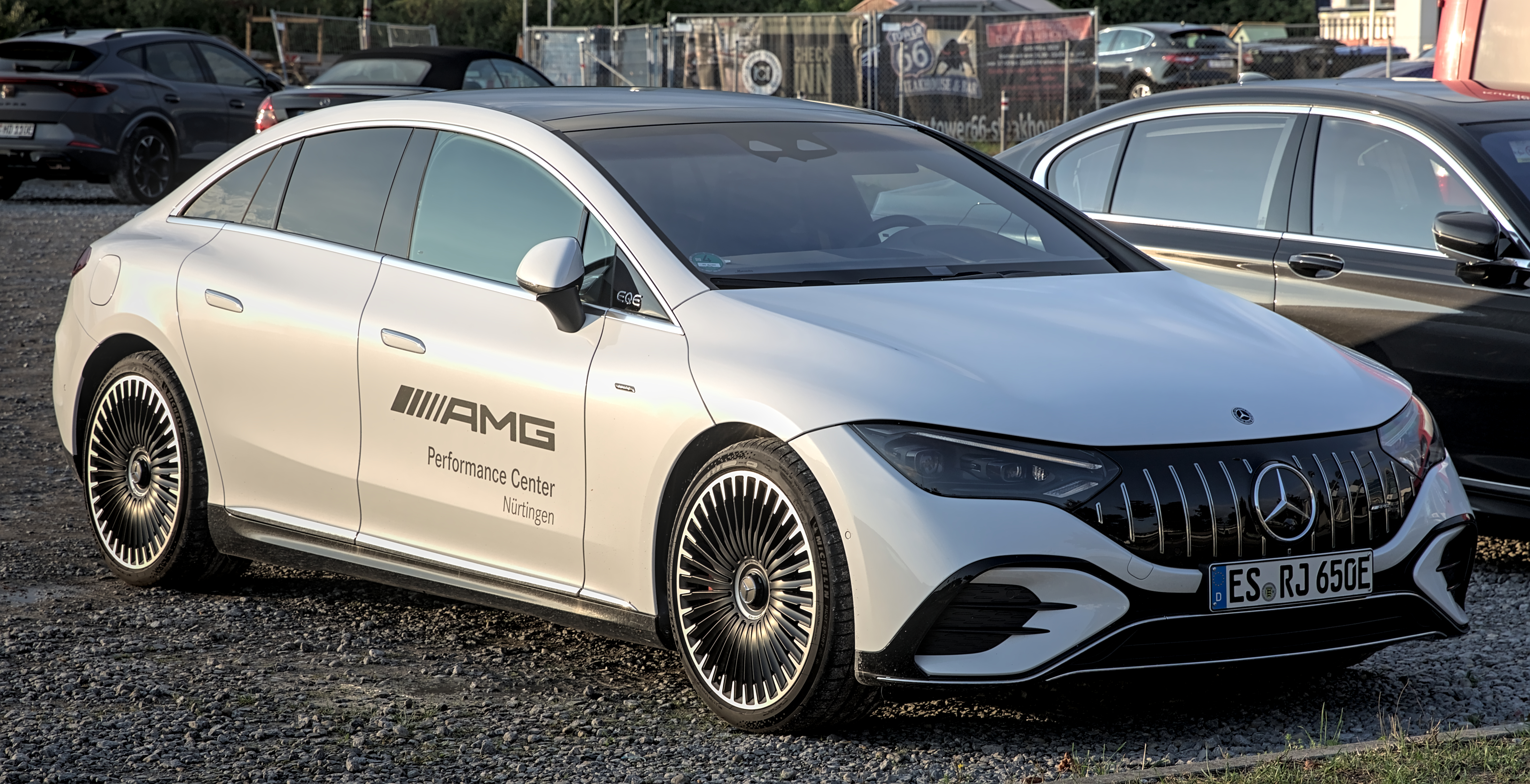
Mercedes-AMG EQE 43.
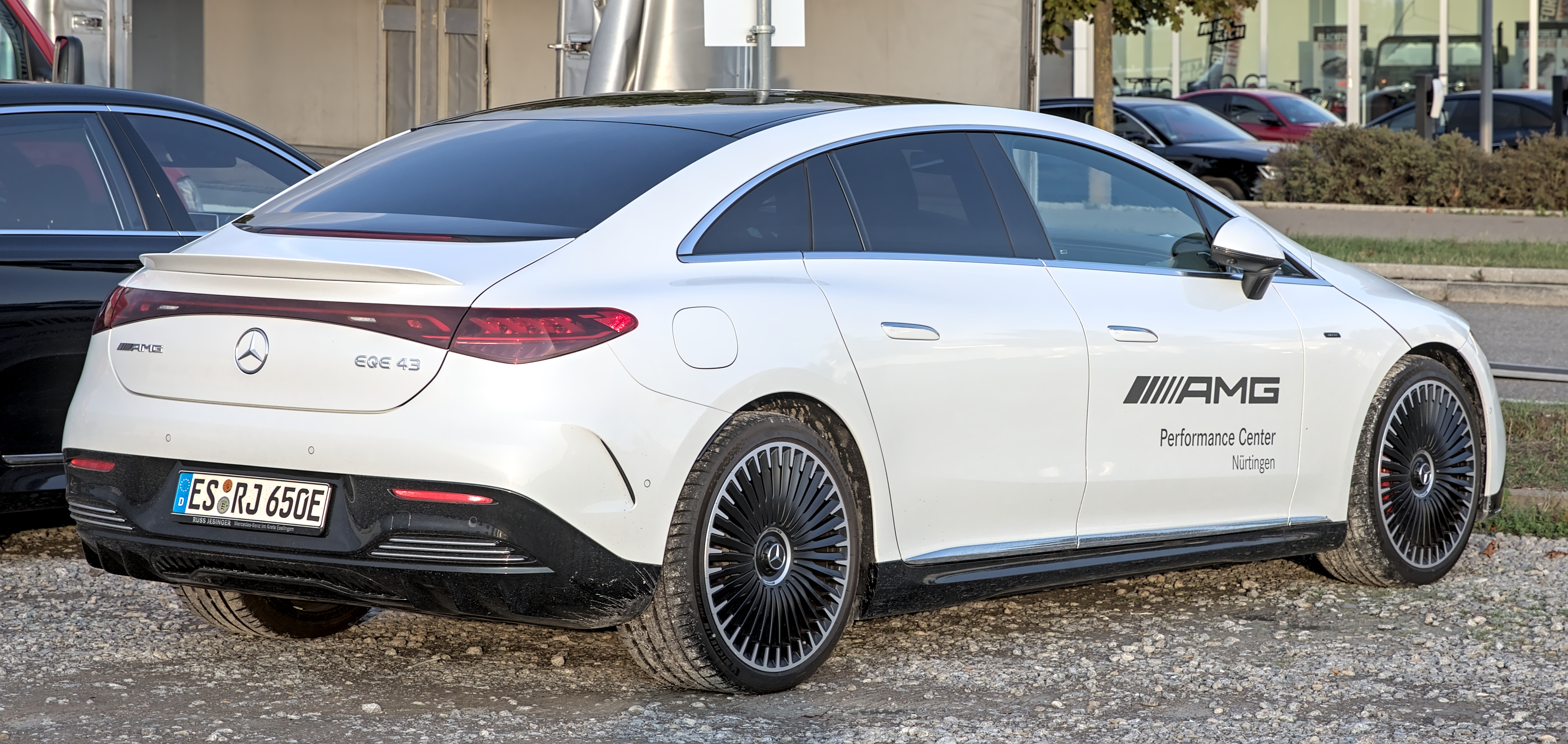
Vue arrière.
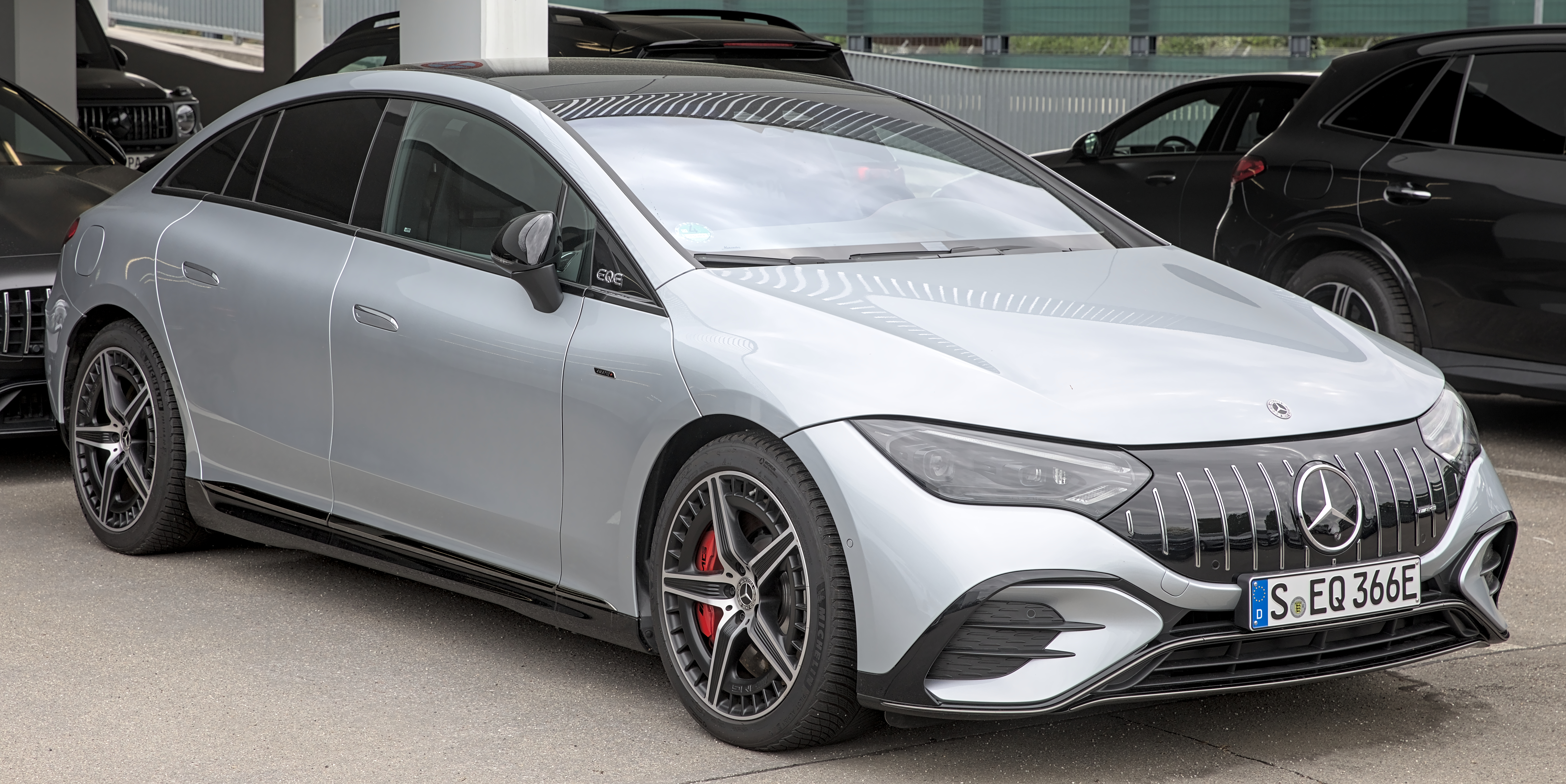
Mercedes-AMG EQE 53.

### Batterie
L'EQE 350 est équipée d'une batterie lithium-ion d'une capacité de 90 kWh.
| Puissance moteur électrique (kW)         | 215                         | 350                         | 460                         | 505                         |             |             |
| Puissance maximale (ch)                  | 292                         | 476                         | 626                         | 687                         |             |             |
| Couple maximal (N m)                     | 565                         | 858                         | 950                         | 1020                        |             |             |
| Vitesse maximale (en km/h)               |                             | 210                         | 220                         | 240                         |             |             |
| 0-100 km/h (en s)                        |                             | 4,2                         | 3,5                         | 3,3                         |             |             |
| Transmission                             | Propulsion                  | Intégrale                   | Intégrale                   | Intégrale                   |             |             |
| Masse à vide (kg)                        |                             |                             |                             |                             |             |             |
| Batterie                                 |                             |                             |                             |                             |             |             |
| Type de batterie                         | Lithium Ion                 | Lithium Ion                 | Lithium Ion                 | Lithium Ion                 | Lithium Ion | Lithium Ion |
| Capacité de la batterie (kWh)            | 90,6                        | 90,6                        | 90,6                        | 90,6                        |             |             |
| Autonomie en cycle WLTP (km)             | 645                         | 462 à 533                   | 444 à 518                   | 444 à 518                   |             |             |
| Temps de recharge                        |                             |                             |                             |                             |             |             |
| Sur une prise domestique (Wallbox 11 kW) |                             |                             |                             |                             |             |             |
| Sur une borne 22 kW                      |                             |                             |                             |                             |             |             |
| Sur une borne 170 kW (borne rapide)      | 15 min (180 km d'autonomie) | 15 min (180 km d'autonomie) | 15 min (180 km d'autonomie) | 15 min (180 km d'autonomie) |             |             |

## Finitions
- Electric Art[12]
- AMG Line

## Sécurité
À l'automne 2022, l'EQE a été testée pour la sécurité des véhicules par l'Euro NCAP. Elle a reçu cinq étoiles sur cinq possibles.